# Воробьёв (Краснодарский край)
Воробьёв (также Воробьева) — хутор в Абинском районе Краснодарского края России. Входит в состав Холмского сельского поселения.

## География
Улиц три: ул. Колхозная, ул. Светлая, ул. Широкая.
Географическое положение
Расположен в южной части Приазово-Кубанской равнины, в южно-предгорной зоне, в 14 км на северо-восток от административного центра поселения станицы Холмской.
Климат
умеренно континентальный, без резких колебаний суточных и месячных температур. Продолжительность периода с температурой выше 0° С достигает 9-10 месяцев, из них половина — 4-5 месяцев — лето. Среднегодовая температура около +11°, постепенно нарастая от 15° в мае до 30° в августе. Годовая сумма осадков достигает 800 мм..

## История
Согласно Закону Краснодарского края от 5 мая 2004 года N № 700-КЗ населённый пункт вошёл в образованное муниципальное образование Холмское сельское поселение.

## Население
| 2002 | 2010 |
| ---- | ---- |
| 109  | ↘45  |